# Don Baylor
Don Baylor (Austin, 28 de junho de 1949 - Austin, 7 de agosto de 2017) foi um jogador profissional de beisebol norte-americano.

## Carreira
Don Baylor foi campeão da World Series 1987 jogando pelo Minnesota Twins. Na série de partidas decisiva, sua equipe venceu o St. Louis Cardinals por 4 jogos a 3.
Morreu de Mieloma Múltiplo, aos 68 anos.